# Callionymidae
Callionymidae é uma família de peixes perciformes da subordem Callionymoidei. Popularmente são conhecidos como mandarins ou peixes-mandarim.

## Géneros e especies
Existem cerca de 130 espécies agrupadas nos 18 géneros seguintes:
- Género Anaora (Gray, 1835)
- Género Bathycallionymus (Nakabo, 1982)
- Género Callionymus (Linnaeus, 1758) o único presente no Mediterrâneo
- Género Dactylopus (Gill, 1859)
- Género Diplogrammus (Gill, 1865)
- Género Draculo (Snyder, 1911)
- Género Eleutherochir (Bleeker, 1879)
- Género Eocallionymus (Nakabo, 1982)
- Género Foetorepus (Whitley, 1931)
- Género Minysynchiropus (Nakabo, 1982)
- Género Orbonymus (Whitley, 1947)
- Género Paracallionymus (Barnard, 1927)
- Género Paradiplogrammus (Nakabo, 1982)
- Género Protogrammus (Fricke, 1985)
- Género Pseudocalliurichthys (Nakabo, 1982)
- Género Pterosynchiropus (Nakabo, 1982)
- Género Repomucenus (Whitley, 1931)
- Género Synchiropus (Gill, 1859)